# Alexandre Fischer
Alexandre Fischer (Francia, 19 de enero de 1998) es un jugador profesional francés de rugby que se desempeña en la posición de ala abierto en ASM Clermont Auvergne, equipo perteneciente a la liga Top 14.

## Carrera
Fischer es un jugador de formación francesa (JIFF). Comenzó su carrera deportiva con el equipo US Issoire, en el cual jugó dos temporadas (2011-2013), después pasó a ASM Clermont Auvergne, donde lleva jugando once temporadas.